# WEVZA Cup 2023
La WEVZA Cup 2023, 2ª edizione della omonima competizione di pallavolo femminile, si è svolta dal 22 al 24 settembre 2023: al torneo hanno partecipato quattro squadre di club afferenti alla WEVZA e la vittoria finale è andata per la prima volta all'AGIL.

## Regolamento

### Formula
La formula ha previsto un girone all'italiana.

### Criteri di classifica
Se il risultato finale è stato di 3-0 o 3-1 sono stati assegnati 3 punti alla squadra vincente e 0 a quella sconfitta, se il risultato finale è stato di 3-2 sono stati assegnati 2 punti alla squadra vincente e 1 a quella sconfitta.
L'ordine del posizionamento in classifica è stato definito in base a:
- Numero di partite vinte;
- Punti;
- Ratio dei set vinti/persi;
- Ratio dei punti realizzati/subiti;
- Risultati degli scontri diretti.

## Squadre partecipanti
- Academy
- AGIL
- Terville Florange
- Vilsbiburg

## Torneo

### Risultati
| 22 settembre 2023 PalaTerdoppio, Novara Durata: 1h:53 - Spettatori: 150   | Vilsbiburg | 3 - 1 | Terville Florange | 25-27, 25-14, 25-21, 25-19        |
| 22 settembre 2023 PalaTerdoppio, Novara Durata: 1h:06 - Spettatori: ?     | AGIL       | 3 - 0 | Academy           | 25-15, 25-17, 25-14               |
| 23 settembre 2023 PalaTerdoppio, Novara Durata: ? - Spettatori: ?         | Vilsbiburg | 3 - 0 | Academy           | 25-14, 25-19, 25-14               |
| 23 settembre 2023 PalaTerdoppio, Novara Durata: 1h:07 - Spettatori: 800   | AGIL       | 3 - 0 | Terville Florange | 25-19, 25-13, 25-19               |
| 24 settembre 2023 PalaTerdoppio, Novara Durata: 2h:10 - Spettatori: 200   | Academy    | 3 - 2 | Terville Florange | 16-25, 25-22, 22-25, 25-21, 17-15 |
| 24 settembre 2023 PalaTerdoppio, Novara Durata: 2h:26 - Spettatori: 1 010 | AGIL       | 3 - 2 | Vilsbiburg        | 25-22, 25-20, 22-25, 21-25, 16-14 |

### Classifica
| Pos. | Squadra           | Pt | G | V | P | SV | SP | Ratio | PF  | PS  | Ratio |
| ---- | ----------------- | -- | - | - | - | -- | -- | ----- | --- | --- | ----- |
| 1.   | AGIL              | 8  | 3 | 3 | 0 | 9  | 2  | 4,500 | 259 | 203 | 1,275 |
| 2.   | Vilsbiburg        | 7  | 3 | 2 | 1 | 8  | 4  | 2,000 | 281 | 237 | 1,185 |
| 3.   | Academy           | 2  | 3 | 1 | 2 | 3  | 8  | 0,375 | 198 | 258 | 0,767 |
| 4.   | Terville Florange | 1  | 3 | 0 | 3 | 3  | 9  | 0,333 | 240 | 280 | 0,857 |

## Classifica finale
| Pos | Squadra           | Qualificazione        |
| --- | ----------------- | --------------------- |
|     | AGIL              | Challenge Cup 2023-24 |
| 2   | Vilsbiburg        |                       |
| 3   | Academy           |                       |
| 4   | Terville Florange |                       |